# Lago di San Casciano
Il lago di San Casciano è un bacino lacustre artificiale al confine tra Toscana e Lazio, inoltre si trova poco lontano dall'Umbria.
Situato ai limiti sud-orientali della provincia di Siena, il lago si estende a sud del monte Cetona, pochi chilometri a sud-ovest di San Casciano dei Bagni, e presenta una forma alquanto irregolare, con la sponda meridionale che segna il confine con il Lazio (provincia di Viterbo).
Il lago è il punto più a nord del Lazio e della provincia di Viterbo.